# Партія захисників Вітчизни
Партія захисників Вітчизни — політична партія в Україні. Створена 7 липня 1997 року. Керівник партії з 1997 по 1999 роки — В.Коломійцев, з 1999 — Ю.Кармазін.
Учасник виборів до ВР України в березні 1998 року. До Парламенту не потрапила, набравши близько 0,3 % голосів. В одномандатних округах не обрано жодного кандидата від партії.
Учасник виборів до ВРУ в березні 2002 року у складі Блоку В.Ющенка «Наша Україна», Ю.Кармазін проходить до Верховної Ради за списками Блоку.
Учасник виборів до ВРУ в березні 2006 року в складі Блоку Юрія Кармазіна. До Парламенту не потрапила, набравши 0,65 % голосів.
Учасник дострокових виборів до ВРУ в березні 2007 року у складі блоку НУ-НС
На початку 2020 року Міністерство юстиції України подало позов щодо ліквідації партії серед 48 подібних, що не брали участь у виборах протягом 10 років.